# Bufori La Joya
La Bufori La Joya (le joyau en espagnol), aussi appelée Bufori MkIII est un coupé 2 places produit par Bufori depuis 2004 dans son usine de Kuala Lumpur.
Le premier prototype est présenté en 2003 lors des Salons de l'automobile de New York et de Francfort.
La voiture étant homologuée par l'Union européenne (ainsi que le TÜV allemand) et le gouvernement américain, elle peut être importée dans pratiquement tous les pays du monde.
Son design est largement inspiré des automobiles américaines des années 1930 (Packard, Duesenberg et Auburn, selon son créateur, George Khouri).
La voiture sera présentée régulièrement à divers salon automobile en Malaisie, en Chine ainsi qu'en Australie.

## Caractéristiques techniques

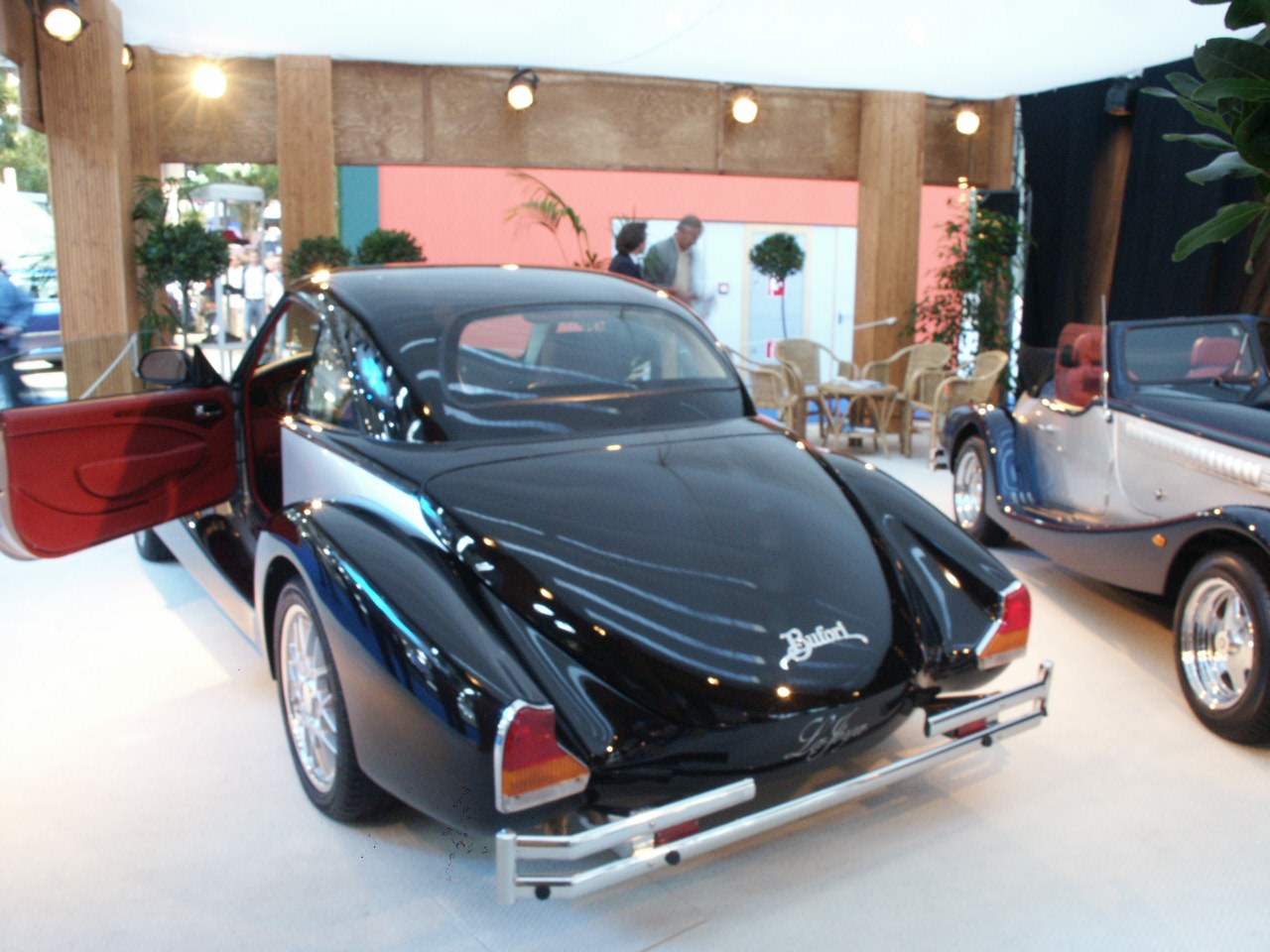
Face arrière de la Bufori La Joya.

La voiture est fabriquée à la main à Kuala Lumpur, en Malaisie. Elle est mue par un moteur V6 QOHC avec démarrage et injection électronique fabriqué sur place et développant une puissance de 170 ch pour 2 656 cm3. Il répond à la norme Euro 4 et rejette 298 grammes de CO2 par kilomètre. Sa vitesse maximale est de 220 km/h pour un 0 à 100 en 6,2 secondes, notamment grâce à un système de contrôle de traction.
La carrosserie est en fibre de carbone et Kevlar avec des jantes en magnésium tandis que le châssis est space frame.
Côté équipements, la voiture est pourvue d'une radio CD avec deux haut-parleurs, d'une climatisation automatique, des vitres électriques, de sièges en cuir réglables électriquement, d'un volant en cuir et bois, avec un tableau de bord en noyer poli à la main.
En option, le client peut demander un ordinateur de bord avec commande vocale, l'incrustation de pierres précieuses (diamants, émeraudes, saphirs, rubis...) ou d'or 24 carats, des tapis en soie, de radars de recul ou d'un compartiment réfrigéré. Le choix des couleurs est quasiment illimité.
Du point de vue de la sécurité, l'auto est équipée de coussins gonflables de sécurité (« Airbag »), d'un ABS et d'un répartiteur électronique de freinage.
Son prix de départ est de 150000$.